# Drepanosticta attala
Drepanosticta attala är en trollsländeart som beskrevs av Maurits Anne Lieftinck 1934. Drepanosticta attala ingår i släktet Drepanosticta och familjen Platystictidae. IUCN kategoriserar arten globalt som otillräckligt studerad. Inga underarter finns listade i Catalogue of Life.